# Liste der Monuments historiques in Châtelraould-Saint-Louvent
Die Liste der Monuments historiques in Châtelraould-Saint-Louvent führt die Monuments historiques in der französischen Gemeinde Châtelraould-Saint-Louvent auf.

## Liste der Immobilien
| Bezeichnung                  | Beschreibung           | Standort          | Kennzeichnung | Schutzstatus | Datum | Bild           |
| ---------------------------- | ---------------------- | ----------------- | ------------- | ------------ | ----- | -------------- |
| Kirche Nativité-de-la-Vierge | ab dem 13. Jahrhundert | Grande-Rue (Lage) | PA00078660    | Classé       | 1920  | weitere Bilder |

## Liste der Objekte
| Bezeichnung                                                                   | Beschreibung                          | Standort                                   | Kennzeichnung | Schutzstatus | Datum | Bild |
| ----------------------------------------------------------------------------- | ------------------------------------- | ------------------------------------------ | ------------- | ------------ | ----- | ---- |
| Skulptur Madonna                                                              | Holz, farbig gefasst, 17. Jahrhundert | in der Kirche Nativité-de-la-Vierge (Lage) | PM51002258    | Inscrit      | 1975  |      |
| Skulpturengruppe Pietà, begleitet von Maria Magdalena und Josef von Arimathäa | Stein, Anfang des 17. Jahrhunderts    | in der Kirche Nativité-de-la-Vierge (Lage) | PM51000270    | Classé       | 1959  |      |